# Léon Wamytan
Léon Wamytan (né en 1962 à Nouméa en Nouvelle-Calédonie) est un juriste, anthropologue et haut fonctionnaire kanak français de Nouvelle-Calédonie. Il est le frère cadet de Roch Wamytan, dirigeant indépendantiste, chef de la tribu de Saint-Louis et grand-chef du district du Pont-des-Français au Mont-Dore depuis 1989. Il est également, du côté paternel, le petit-fils de l'ancien grand-chef Léon Wamytan, et par sa mère le petit-fils de l'ancien député Roch Pidjot.

## Études
Titulaire d'un diplôme d'études approfondies (DEA) d'anthropologie de l'université de la Nouvelle-Calédonie en 2003, son mémoire portant sur les tribus de Nouvelle-Calédonie avec l'exemple des anciennes réductions de La Conception et de Saint-Louis, il est le premier docteur en droit public kanak, après la soutenance de sa thèse auprès de l'université d'Auvergne à Clermont-Ferrand le 9 février 2013. Sa thèse s'intitule Peuple kanak et droit français : du droit de la colonisation au droit de la décolonisation, l’égalité en question, dont une partie a été présentée par son frère aîné, l'homme politique indépendantiste Roch Wamytan.
Cette thèse est publiée au Centre de documentation pédagogique de la Nouvelle-Calédonie. La préface est de Jean-Yves Faberon.

## Carrière professionnelle
D'abord employé au service des affaires coutumières du Territoire, il est successivement directeur général des services de 2004 à 2007, directeur des services administratifs et opérationnels de 2007 à 2011 et finalement l'un des secrétaires généraux adjoints du gouvernement de la Nouvelle-Calédonie depuis 2011, chargé tout particulièrement de coordonner les actions administratives dans les domaines des « affaires sanitaires, sociales et rurales, culture et affaires coutumières ».